# 아토피
아토피(영어: atopy) 또는 아토피 증후군은 알레르기 항원에 대한 직접 접촉없이 신체가 극도로 민감해지는 알레르기 반응을 이른다. 아토피의 증상으로는 아토피 피부염, 알레르기성 결막염, 알레르기성 비염 그리고 천식이 있다. 발병에는 유전적 영향이 크다.
"아토피"(atopy)라는 용어는 Coca 와 Cooke가 1923년에 만들어냈다. 많은 의사와 과학자들은 "아토피"라는 용어를 IgE와 관련된 반응에 사용하지만, 많은 소아과의사는 유전적 소인의 IgE 과도한 반응에 "아토피"라는 용어를 사용한다.

## 증상
아토피는 과도한 알레르기 반응이 일어나는 증후군이다. 아토피가 있는 사람은 다음 증상들 중 하나 혹은 그 이상에 속한다: 습진 (알레르기 피부염), 알레르기 비염 (고초열), 알레르기 결막염, 알레르기 천식. 아토피 환자는 음식 알레르기를 가지는 경향이 있다.
아토피 환자는 알레르기 삼인조(allergic triad)라고 불리는 증상으로 나타난다. 습진 (알레르기 피부염), 알레르기 비염 (고초열), 알레르기 결막염, 알레르기 천식. 아토피 환자는 호산구 식도염과 같은 음식 알레르기의 경향성을 보이기도 한다.
아나필락시스(anaphylaxis)와 같은 심각한 알레르기 반응을 보이는 환자에게 아토피 증상은 생명을 위협할 수도 있다.

## 병리생리학
아토피의 개별적 구성요소들은 최소한 1유형 과민성 반응의 알레르기와 연관되어있다. 그러므로 아토피 반응은 신체가 꽃가루, 비듬, 집먼지 진드기, 특정 음식, 화학/물리적 자극원 같은 다양한 알레르기 유발 물질에 노출 된 후에 나타난다.
비록 아토피가 다양한 정의를 가지고 있지만, 혈장의 높아진 알레르기 유발원-IgE의 농도의 존재로 정의된다. 피부 단자 시험(skin-prick tests)에 양성반응이 나온다.

## 원인
아토피 반응은 국소적으로 알레르기 유발원에 과민성 반응에 의해 나타나게 된다. 아토피는 유전적 장애의 강한 상관관계를 보인다. 한 연구는 아토피 피부염(3%) 또는 일반적인 아토피(7%)는 직계가족 구성원이 아토피를 앓고 있다면 위험성이 증가한다.
환경적인 요소는 진행성 아토피에서 중요한 요소로 생각된다. '위생 가설'은 증가하는 아토피 질병에 대해 설명할 수 있다. 이 가설은 과도한 '깨끗함'이 영유아, 어린이들에게 면역계를 자극할 만한 자극원을 없애기 때문이다. 감염 자극의 노출이 줄어들게 되면 면역계에서 감염 반응과 알레르기 반응의 불균형을 초래한다.
몇몇의 연구는 임신 중의 모체에서 항산화 물질, 특정 지방, 지중해 식단과 같은 음식이 천식을 포함한 아토피 질병을 예방할 수 있다고 보고하였다.
PARSIFAL의 2006년도 5개의 유럽 국가의 5에서 13세의 어린이 6630명을 대상으로 한 연구에서 항체와 해열제의 제한된 사용으로 알레르기 반응의 위험성을 줄였다고 하였다(대체의학 계열의 연구).

## 치료
현재까지 명확한 아토피의 치료방법이 나와있지는 않은 상태다. 증상을 호전시키는데 도움을 준다고 알려진 방법으로는 스테로이드제 사용, 피부 건조를 막는데 돕는 바세린 성분의 약제, 세균 감염을 막는 항생제, 비타민D를 이용한 면역력 향상 등이 알려져 있다. 최근에는 면역 억제 계열 중에서도 Th2 표적 약물들이 나와 있으며 부작용이 거의 없는 것으로 알려져 있다.

## 같이 보기
- 습진
- 천식
- 비염
- 과민증